# Calamus holttumii
Calamus holttumii är en enhjärtbladig växtart som beskrevs av Caetano Xavier Furtado. Calamus holttumii ingår i släktet Calamus och familjen Arecaceae. Inga underarter finns listade i Catalogue of Life.